# تشارلز أ. كينيدي
تشارلز أ. كينيدي هو سياسي أمريكي، ولد في 24 مارس 1869 في مقاطعة لي في الولايات المتحدة، وتوفي بنفس المكان في 10 يناير 1951. نشط حزبياً في الحزب الجمهوري. وقد انتخب عضو مجلس نواب ولاية آيوا ‏ وانتخب عضو مجلس النواب الأمريكي ‏.